# Hrabstwo Cannon
Hrabstwo Cannon (ang. Cannon County) – hrabstwo w stanie Tennessee w Stanach Zjednoczonych. Obszar całkowity hrabstwa obejmuje powierzchnię 265,71 mil² (688,19 km²). Według szacunków United States Census Bureau w roku 2009 miało 13 860 mieszkańców.
Hrabstwo powstało w 1836 roku. 
Hrabstwo należy do nielicznych hrabstw w Stanach Zjednoczonych należących do tzw. dry county, czyli hrabstw gdzie decyzją lokalnych władz obowiązuje całkowita prohibicja.

## Miasta

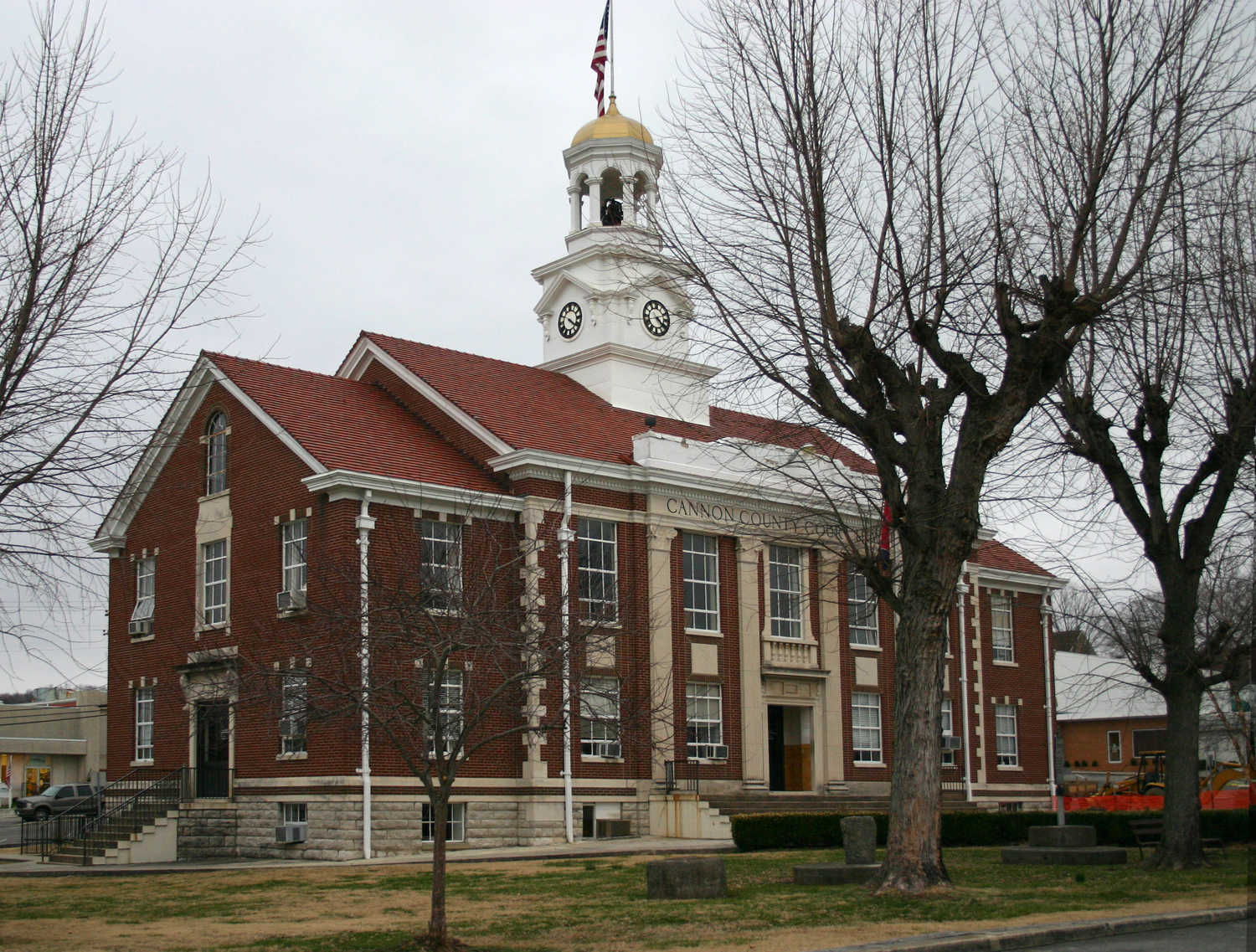
Budynek administracji hrabstwa (courthouse) w Woodbury

- Auburntown
- Woodbury[6]